# Sporting Clube de Portugal (beach soccer)
Maillots
Le club de Beach soccer du Sporting Clube de Portugal est l'une des sections du club omnisports du Sporting Clube de Portugal basé à Lisbonne.

## Histoire
Il a remporté la première édition du Circuito Nacional de Futebol de Praia en 2010, et terminé en 2011 finaliste du premier Mundialito de Clubes, regroupant les meilleures équipes du monde (Vasco da Gama, Flamengo, FC Barcelone, Milan AC, Boca Juniors, Corinthians...) de la discipline, et demi-finaliste l'année suivante. Aussi bien en 2011 qu'en 2012, le Sporting est l'unique équipe représentant du Portugal dans cette prestigieuse compétition. Dans son effectif, figurent deux des meilleurs joueurs du monde, à savoir Madjer et Belchior.

## Palmarès
- Championnat du Portugal (1)
  - Vainqueur : 2010
  - Vice-champion : 2011
- Nacionalito de Futebol de Praia (1)
  - Vainqueur : 2014
- Championnat de Lisbonne (1)
  - Vainqueur : 2014
- Coupe du monde des clubs
  - Finaliste en 2011
  - Demi-finaliste en 2012

## Calendrier 2014

### Matchs amicaux
- 24/05/14 : SPORTING 9-3 Associação Recreativa Porto Alto, buts : Marinho (2), Madjer (2), Duarte (2) Pacheco, Ricardinho, Ivo.
- 01/06/14 : SPORTING 8-3 Venda do Pinheiro, buts : Madjer (4), Ivo (3), Ricardinho

### Championnat de Lisbonne
- 10/06 V Cascais
- 28/06 V Futebol Benfica
- 29/06/14 : SPORTING 2-3 Sanjoanense, buts : Cosmeli, Marinho
- 13/07/14 : SPORTING 3-1 Belenenses
- 13/07/14 : SPORTING 4-1 Loures (finale)

### Championnat national
- 10/06/14 : SPORTING - Cascais (victoire par absence de l'équipe adverse)
- 14/06/14 : SPORTING 8-7 Venda do Pinheiro, buts : Duarte (3), Ricardinho (2), André (2), Cosmeli (1) (Le Sporting était privé de trois de ses principaux joueurs : Madjer, Belchior et Coimbra, retenus par ailleurs)
- 15/06/14 : SPORTING 3-0 Cascais, buts : Duarte, Ricardinho, Marinho
- 19/06/14 : SPORTING 3-1 Futebol Benfica, buts : Duarte (2), Madjer (1)
- 21/06/14 : SPORTING 6-4 Estoril, buts : Madjer (4), Duarte (1), David (1)
- 22/06/14 : SPORTING 2-1 Loures, buts : Madjer, Duarte
- 05/07/14 : SPORTING 4-2 Belenenses, buts : Madjer, Coimbra (2), Bernardo.
- 06/07/14 : SPORTING 1-2 Nacional

### Championnat national (phase finale)
- 28/08/14 : SPORTING 5-2 Leixões, buts : Belchior (2), Madjer, Mário Duarte, Bernardo Capelo
- 29/08/14 : SPORTING 6-2 Belenenses, buts : Madjer (2), Marinho, Coimbra, Belchior, David
- 30/08/14 : SPORTING 5-1 V. Setúbal, buts : Belchior (2), Madjer, Marinho, Ivo
- 31/08/14 : SPORTING 2-4 Braga

## Personnalités

### Joueurs notables
- Alan
- Belchior
- Carlos Xavier
- Madjer
- Paulo Graça

### Effectif 2012
| Coach : Alexandre Julião | Coach : Alexandre Julião |
| ------------------------ | ------------------------ |
| Madjer                   | Moritz Jaeggy            |
| Alan                     | Fernando DDI             |
| Belchior                 | Rui Coimbra              |
| Michele Leghissa         | Paulo Graça              |
| Sandro Spaccarotella     | Ahmed Dad                |
| Carlos Xavier            |                          |